# Sphinx medialis
Sphinx medialis är en fjärilsart som beskrevs av Jordan 1931. Sphinx medialis ingår i släktet Sphinx och familjen svärmare. Inga underarter finns listade i Catalogue of Life.